# Cmentarz Parafialny w Chrzanowie-Kościelcu

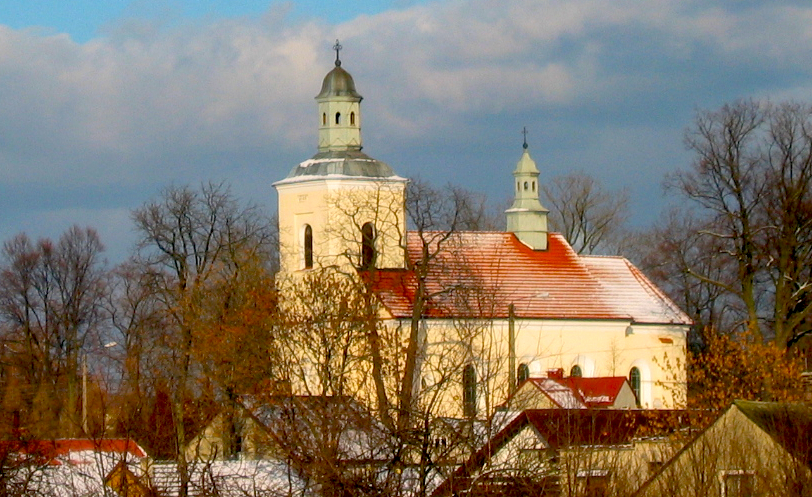
Kościół parafialny św. Jana Chrzciciela w Chrzanowie-Kościelcu, wokół którego pierwotnie znajdował się pierwszy cmentarz parafialny w Kościelcu.

Cmentarz Parafialny w Kościelcu – cmentarz znajdujący się w Chrzanowie, w dzielnicy Kościelec przy ul. Cmentarnej. Został założony w 1841 roku. Cmentarz jest administrowany przez parafię św. Jana Chrzciciela w Chrzanowie.

## Historia
Nekropolia powstała w obecnym miejscu w 1841 roku. Wcześniej, w 1830 roku, nieopodal obecnego cmentarza (obecnie parking przy ul. Szafera) założono cmentarz parafialny, który miał zastąpić przepełniony cmentarzyk parafialny położony wokół kościoła św. Jana Chrzciciela i funkcjonujący najprawdopodobniej od czasów erygowania parafii kościeleckiej w średniowieczu. Nowy cmentarz funkcjonował jednak tylko przez kilka lat, ponieważ jego teren nie nadawał się do pochówków: część podłoża cmentarnego stanowiła lita skała, która uniemożliwiała kopanie grobów, zaś druga część była regularnie podtapiana przez wodę.
Obecny cmentarz parafialny usytuowano na wzgórzu, by uniknąć podtapiania grobów. Według akt wizytacji parafii z 1857 roku cmentarz był otoczony murem, posiadał kostnicę, drewniany krzyż i obsadzony był drzewami. W 1879 roku dokonano remontu muru cmentarnego. W latach 30. XX w. cmentarz został powiększony o ok. 1/3 swej dotychczasowej powierzchni, poprzez zakup działek graniczących z nekropolią od południa. Wyremontowano wówczas mur cmentarny i wzniesiono mur dookoła nowego areału cmentarza. Planowana była także budowa kaplicy cmentarnej, lecz plany te zniweczył wybuch drugiej wojny światowej. We wrześniu 1939 roku na cmentarzu spoczęło 21 poległych żołnierzy polskich, których zwłoki ekshumowano w 1950 roku i przeniesiono do wspólnej mogiły na cmentarzu parafialnym w Chrzanowie. W 1943 roku zarząd cmentarza przejęła okupacyjna władza niemiecka i scedowała go na zarząd gminy. Po wojnie doszło do zatargu władz komunistycznych z zarządem parafialnym cmentarza, któremu odmówiono dotacji na remont cmentarza, do których zobowiązały się władze gminne w umowie w 1934 roku, w zamian za nieodpłatne grzebanie na nekropolii zmarłych w pobliskim Szpitalu Powiatowym im. Józefa Piłsudskiego, nie będących mieszkańcami parafii kościeleckiej. W 1962 roku zarząd cmentarza parafialnego przejęło Miejskie Przedsiębiorstwo Gospodarki Komunalnej w Chrzanowie. Po 2007 roku dokonano remontu muru cmentarnego i wzniesiono nowe bramy, główną prowadzącą na cmentarz od strony ul. Cmentarnej i tylną od ul. Armii Krajowej.

## Pochówki
Cmentarz parafialny w Chrzanowie-Kościelcu jest miejscem spoczynku postaci ważnych dla lokalnej społeczności. Pochowani są tu m.in.:
- Adam Federowicz (1813-1852), proboszcz kościelecki w latach 1840-1852[6].
- Zofia Krokowska-Zastawnik (1909-2004), artystka-malarka[7].
- Wacław Molewicz (1897-1953), proboszcz kościelecki w latach 1933-1953[8].
- Wiktor Pawłowski (1812-1863), proboszcz kościelecki w latach 1853-1863[8].
- Jan Pęckowski (1874-1959), nauczyciel Gimnazjum w Chrzanowie (obecne I LO), historyk-regionalista, publicysta[9].
- Jan Popiel (1833-1895), proboszcz kościelecki w latach 1864-1895[10].
- Józef Skoczyński (1852-1908), proboszcz kościelecki w latach 1895-1908[11].
- Tytus Terlecki (1903-1922), gimnazjalista, uczestnik wojny polsko-bolszewickiej[12].
- Andrzej Urbański (1894-1957), żołnierz Armii Krajowej i Legionów[13].
- Wincenty Zastawnik (1908-1994), artysta Operetki Dolnośląskiej we Wrocławiu[14].
- Krokowscy, obywatele ziemscy, dawni właściciele Pogorzyc[7].